# Dvor, Žužemberk
Dvor este o localitate din comuna Žužemberk, Slovenia, cu o populație de 389 de locuitori.